# Hành trình Django
Hành trình Django (tiếng Anh: Django Unchained) là phim cao bồi Mỹ sản xuất năm 2012. Quentin Tarantino chịu trách nhiệm viết kịch bản cũng như đạo diễn cho bộ phim. Phim có sự tham gia của Jamie Foxx, Christoph Waltz, Leonardo DiCaprio, Kerry Washington, và Samuel L. Jackson và được phát hành tại Bắc Mỹ ngày 25/12/2012 và tại Việt Nam ngày 15/3/2013.
Phim lấy bối cảnh 2 năm trước cuộc nội chiến của vùng Thâm Nam Hoa Kỳ và vùng Viễn Tây Hoa Kỳ, cốt truyện theo chân một nô lệ da đen được trả tự do tên là Django cùng một thợ săn tiền thưởng xẻ dọc nước Mỹ đi tìm và giải cứu vợ của anh khỏi Candie - một chủ đồn điền điển trai nhưng độc ác. Phim nhận được nhiều lời ca ngợi từ phía các nhà phê bình và giành chiến thắng 2 giải Oscar cho diễn viên phụ xuất sắc nhất (Christoph Waltz) và kịch bản gốc xuất sắc nhất (Quentin Tarantino) tại lễ trao giải Oscar thứ 85 cũng như nhận thêm 3 đề cử khác trong đó có phim xuất sắc nhất.
Ý tưởng của phim có sự ảnh hưởng từ phim Django của Sergio Corbucci năm 1966, ngôi sao của phim đó là Franco Nero cũng xuất hiện trong phim trong một vai quần chúng. Django Unchained là bộ phim thứ ba trong lịch sử điện ảnh Mỹ để sử dụng cấu trúc tiêu đề: một danh từ thích hợp + "Unchained". Hai bộ phim trước đó là Hercules Unchained và Angel Unchained.

## Nội dung
Năm 1858, 2 năm trước cuộc Nội chiến Mỹ, 1 toán nô lệ được vận chuyển băng qua Texas bởi anh em nhà Speck, trong nhóm nô lệ có Django (Jamie Foxx), bị bán tách ra với vợ mình Broomhilda (Kerry Washington). Anh em Speck chạm mặt Dr. King Schultz - nha sĩ nay đã chuyển sang nghề thợ săn tiền thưởng (Christoph Waltz). Ngỏ ý muốn mua Django nhưng bị từ chối, Schultz giết 1 tên Speck và làm tên còn lại bị thương, sau đó cũng bị giết do những nô lệ còn lại mà Schultz giải phóng. Schultz cho biết do cần Django chỉ mặt anh em nhà Brittle, những kẻ bị truy nã mà ông không biết mặt. Django - với lời hứa sẽ được trả tự do và trả công 75$ - đã hoàn thành xuất sắc nhiệm vụ chỉ mặt ba tên Brittle cho Schultz. Schultz giữ lời hứa và cho Django biết đó là vì ông ta là người Đức, không ủng hộ chế độ nô lệ tại Mỹ. Django tiết lộ với Schultz rằng vì bỏ trốn mà hai vợ chồng anh bị tên chủ nô độc ác chia ra bán rẻ ở chợ nô và anh muốn cứu vợ. Schultz nói rằng anh cảm thấy có trách nhiệm với Django khi trả tự do cho anh và huấn luyện Django thành một kẻ săn tiền thưởng để khi hết mùa đông sẽ lên đường đi cứu vợ Django. Django hóa ra bắn súng rất nghề. Họ làm một "vụ mùa" bội thu suốt mùa đông.
Hai người truy ra được Broomhilda - vợ Django - bị bán tới đồn điền Candyland của Calvin Candie (Leonardo DiCaprio) - 1 chủ trại hào hoa nhưng độc ác. Tại trang trại của Calvin, có rất nhiều nam nô lệ được huấn luyện để đánh nhau cho đến chết (được gọi là Mandingo). Sau 1 cuộc gặp mặt với Candie, họ dựa vào đó lên kế hoạch giải cứu Broomhilda, bằng cách già vờ mua một đấu sĩ Mandingo của Candie để đem sang châu Âu. Candie đồng ý bán 1 đấu sĩ của mình cho họ với giá 12000$, Schultz đề nghị mua thêm cả Broomhilda, lấy lý do cô ta biết tiếng Đức, như thế sẽ làm dịu đi nỗi nhớ nhà của ông ta, đồng thời thuận tiện hơn khi giao dịch ở châu Âu. Trên đường đến trang trại của Candie, Candie được báo 1 đấu sĩ Mandingo của hắn - D'Artagnan (lấy tên nhân vật chính trong tiểu thuyết 3 Chàng Ngự Lâm) đã bỏ trốn nhưng thất bại. Schultz muốn chuộc anh ta để giải cứu, nhưng Django ngăn lại vì như thế sẽ làm lộ vỏ bọc, họ kinh hãi khi thấy Candie ra lệnh cho chó săn xé xác người nô lệ.
Khi đến Candyland, sự quan tâm của Django và Schultz dành cho Broomhilda dấy lên nghi ngờ cho Stephen - nô lệ quản gia của Candyland (Samuel L. Jackson). Hắn sớm nhận ra Django và Broomhilda biết nhau (do chữ R thích trên mặt cả hai người) và vụ giao dịch Mandingo chỉ là giả. Stephen báo cho Candie biết mọi chuyện, Candie ép bán Broomhilda với giá 12000$ không sẽ giết cô ta ngay trước mặt Django khiến mọi chuyện trở nên rắc rối, nhưng Schultz cũng đành đồng ý. Thêm vào đó, tức giận với thái độ sỉ nhục của Candie, Schultz giết Candie ngay sau khi hoàn thành giấy tờ giải phóng Broomhilda làm mọi chuyện càng trở thành thảm họa. Schultz bị người của Candie bắn chết và kịp nói lời xin lỗi Django vì làm hỏng mọi chuyện. Django tàn sát 1 lượng lớn gia nhân trong nhà Candie trước khi bị khống chế và bị bán ra mỏ than làm việc tới chết nhưng xoay xở trốn thoát quay trở về Candyland với một túi thuốc nổ. Sau nhiều khó khăn, anh giết sạch bọn ác ôn tại Candyland (bao gồm cả những tên lùng bắt D'Artagnan để trả thù cho người nô lệ xấu số) bằng tài bắn súng rất cừ của mình, tạm biệt thi thể của Schultz, giải phóng tất cả nô lệ trong trạng trại trừ Stephen và cho nổ tanh bành Candyland, bỏ mặc Stephen trong đó. Hai vợ chồng Django giờ đã được tự do lên đường chạy trốn vì biết dù tự do thì người da trắng vẫn sẽ không buông tha cho họ.

## Diễn viên
- Jamie Foxx vai Django Freeman[11][12]
- Christoph Waltz vai Dr. King Schultz
- Leonardo DiCaprio vai Calvin J. Candie[12]
- Kerry Washington vai Broomhilda von Shaft[13]
- Samuel L. Jackson vai Stephen[14]
- Walton Goggins vai Billy Crash
- Dennis Christopher vai Leonide Moguy[15]
- James Remar vai Ace Speck/Butch Pooch[16][17][18]
- David Steen vai Mr. Stonecipher
- Dana Michelle Gourrier vai Cora
- Nichole Galicia vai Sheba
- Laura Cayouette vai Lara Lee Candie-Fitzwilly
- Ato Essandoh vai D'Artagnan
- Sammi Rotibi vai Rodney
- Clay Donahue Fontenot
- Escalante Lundy vai Big Fred
- Miriam F. Glover vai Betina
- Don Johnson vai Big Daddy[19]
- Franco Nero[20]

Michael K. Williams và Will Smith được nhắc đến như các khả năng trước khi Jamie Foxx trúng tuyển vào vai Django. Franco Nero cũng được đồn đoán sẽ vào vai Calvin Candie. Kevin Costner cũng đã được thương thảo để vào vai Ace Woody  nhưng bị bỏ ra vì đụng lịch diễn. Kurt Russell được tuyển  nhưng về sau cũng bỏ vai. Khi Kurt Russell ra đi, vai Ace Woody ngừng tuyển đồng nghĩa với việc bị bỏ ra khỏi kịch bản, các chi tiết liên quan đến vai diễn này bị ghép vào nhân vật của Walton Goggins là Billy Crash.

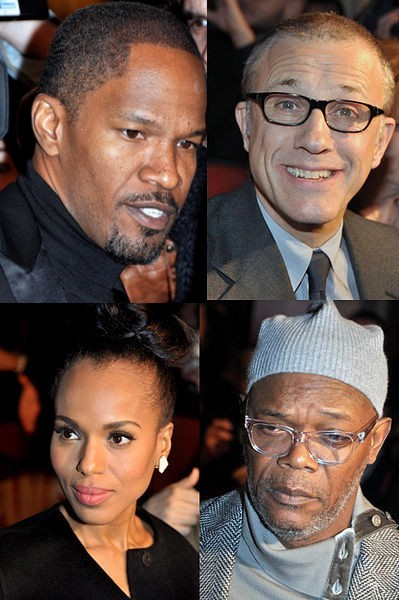
Jamie Foxx, Christoph Waltz, Kerry Washington và Samuel L. Jackson buổi giới thiệu bộ phim tại Pháp, 1/2013.
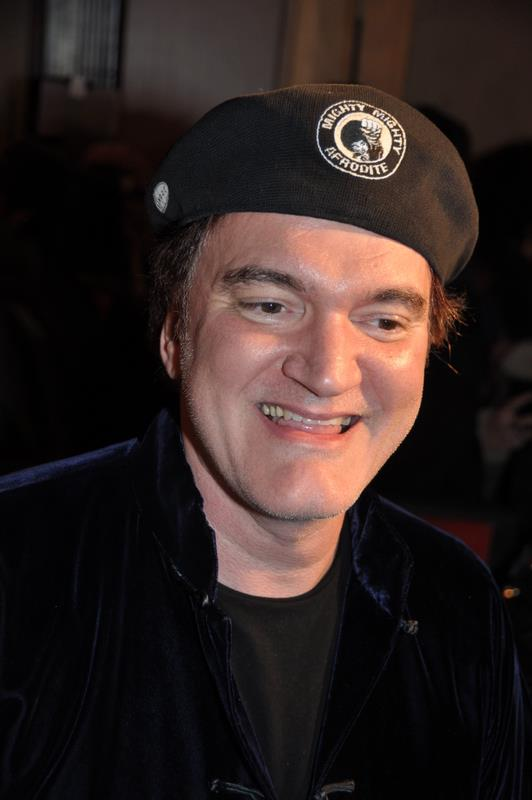
Quentin Tarantino buổi giới thiệu bộ phim tại Pháp

## Nhận xét từ giới phê bình
Phim nhận được những lời phê bình rất tích cực và đạt tỉ lệ rất cao: 89% trên Rotten Tomatoes, dựa trên 169 lời nhận xét từ các nhà phê bình với điểm trung bình 7,9 trên 10. Dư luận đều đồng ý rằng bộ phim: "đậm nét, đẫm máu, và phong cách táo bạo, Django Unchained là một kiệt tác rất "hot" từ Quentin Tarantino." Metacritic, trang web chuyên cho điểm số bình quân trên thang 100 dựa trên ý kiến từ các nhà phê bình chính thống, đánh giá bộ phim với số điểm là 81, cho thấy một sự "ca ngợi phổ quát".